# Smith Subglacial Ridge
Der Smith Subglacial Ridge (englisch) ist ein 180 km langer, 260 m breiter und bis zu 50 m hoher subglazialer Gebirgskamm im westantarktischen Ellsworthland. Er liegt etwa 2000 m unter den Eismassen des Rutford-Eisstroms.
Das UK Antarctic Place-Names Committee benannte ihn 2023. Namensgeber ist der britische Glaziologe Andy Smith, der über vier Jahrzehnte hinweg subglaziale Strukturen der antarktischen Gletscher untersucht hatte.